# Johannes Kühling
Johannes Kühling (* 12. April 1890 in Küntrop; † 2. März 1965 ebenda) war ein deutscher Kommunalpolitiker und ehrenamtlicher Landrat (CDU).

## Leben und Beruf
Nach dem Besuch der Volksschule absolvierte er eine landwirtschaftliche Ausbildung und war danach als Landwirt tätig. Er war verheiratet und hatte zwei Kinder.
Vom 14. März 1946 bis zum 18. März 1961 war Kühling Mitglied des Kreistages des Landkreises Arnsberg im Land Nordrhein-Westfalen. Vom 6. November 1948 bis zum 10. November 1956 war er Landrat des Landkreises Arnsberg. Außerdem gehörte er dem Rat der Stadt Balve an und war Bürgermeister der Gemeinde Küntrop.

## Sonstiges
Als er 1952 zum Landrat wiedergewählt wurde, stellte er fest: "Es hat mir wirklich Freude gemacht, den Vorsitzenden dieses Vereins zu spielen!" 